# La Cha Ta
La Cha Ta (em coreano: 라차타; estilizado como LA chA TA) é o primeiro single do girl group sul-coreano, f(x). Foi lançada como single digital em 1 de setembro de 2009 e distribuído sob o selo da gravadora SM Entertainment. A canção foi escrita por Kenzie, que também escreveu muitas outras músicas da agência.
A canção foi incluída no primeiro álbum repaginado do grupo "Hot Summer" em 14 de junho de 2011.

## Promoção

### Teasers
A SM lançou uma prévia da banda via YouTube em 24 de agosto de 2009, apresentando-os como "Grupo Pop de Dança da Ásia". Durante cinco dias, a SM lançou individualmente informação através de portais de notícias e postou fotos de cada membro no site oficial da SM Town, começando com a integrante sul-coreana Sulli em 26 de agosto, a americana Amber Liu em 27 de agosto, a também americana Krystal Jung em 28 de agosto, a sul-coreana Luna em 29 de agosto, e por último, a integrante chinesa Victoria Song em 30 de agosto de 2009.

### Radiodifusão
Em 1 de setembro de 2009, o primeiro single do grupo "La Cha Ta" foi lançado digitalmente, através de radiodifusão em vários canais de música. Após a sua primeira apresentação ao vivo no Fashion Center Samseong-dong em 2 de setembro de 2009, o vídeo da música foi exibido e lançado online no dia seguinte. A primeira performance de "La Cha Ta" foi realizado no programa musical Show! Music Core em 5 de setembro de 2009.

### Vídeo musical
A vídeo musical em alta definição para o single, foi lançado em 3 de setembro de 2009, contou com as meninas dançando em vários cenários com temática de teatro. Elas começam saindo de seu carro rosa e dançando ao ritmo da canção na frente da entrada de um teatro iluminado durante a noite. À medida que a música começa, Victoria, Amber e Sulli entram no teatro pela porta da frente enquanto Luna e Krystal ficam para trás para cantar dois primeiros versos, respectivamente. A cena muda para conjuntos individuais. Amber, vestida como um mestre de cerimônias está em um palco escuro com fogueiras na frente, tapete vermelho por baixo e enormes portas penduradas como decoração na parte de trás. Isso reflete o significado do seu nome que significa "fogo". Victoria, com um vestido rosa formal e jóias, está em uma sala com paredes brilhantes coloridas e malva-rosa elegante e enfeites brancos pendurados. Luna, vestindo um vestido dourado, está em frente a um enfeite de lua de ouro, o que reflete o seu nome que significa "lua". Sulli, vestida de forma casual, está em um quarto com paredes azuis, tapete vermelho e um urso de pelúcia grande pendurado na parede. Krystal, vestida de preto formal, está em uma sala com muitos cristais e espelhos pendurados na parte de trás. Enquanto a música evolui, as meninas descobrem que seus quartos estão ligados de uma forma ou de outra e começam a cumprimentar umas as outras. Quando a música chega ao fim as meninas saem do teatro rindo e dirigem seu carro.

## Créditos
- f(x) - Vocais
  - Victoria Song - vocais
  - Amber Liu - vocais, rap
  - Luna- vocais principais
  - Sulli - vocais
  - Krystal Jung - vocais de liderança
- Kenzie - Composição